# Clifden
Clifden (iriska An Clochán) är en stad i Connemara i grevskapet Galway i Republiken Irland, beläget på öns västkust. Clifden brukar benämnas som Connemaras huvudort.

## Historik
Staden grundades i början av 1800-talet av John D'Arcy (1785–1839) som bodde på Clifden Castle (uppfört cirka 1818, numer en ruin) väster om Clifden. Han hade ärvt egendomen 1804, då området främst var bebott av fiskare och lantbrukare. Tanken på att uppföra en stad vid kusten framfördes första gången 1812. Dåliga kommunikation och brist på pengar begränsade framåtskridandet till 1820-talet, då potatisskörden slog fel 1821–1822 och d'Arcy bad regeringen i Dublin om hjälp. Ingenjören Alexander Nimmo skickades dit 1822. Han byggde en kaj (klar 1831) och påbörjade vägen till Galway.:14,46 Med dessa förbättringar av infrastrukturen började staden sakta att växa.:11
Den blomstrade till 1839 då d'Arcy avled. Vid den här tiden hade Clifden växt från nästan ingenting till en stad med 183 hus, de flesta av dem med tre våningar, två kyrkor, två hotell, tre skolor, en enkel polisstation, tingshus, fängelse, ett distilleri och 23 pubar.:14 Befolkningen hade ökat till 1100 personer och staden hade redan nu den triangelformade (om än obelagda) gatusträckning som fortfarande kan ses.:14 Bland de varor som fraktades från hamnen i Clifden fanns marmor, majs, fisk och kelp. Emellertid saknade d'Arcys arvinge, sonen Hyacinth, faderns goda egenskaper och konfrontationer med hyresgästerna blev vardagsmat.:14–15 År 1843 höll Daniel O'Connell ett "stormöte" i Clifden där upp till 100 000 människor skall ha deltagit. Vid mötet talade O'Connell för upphävande av unionen med Storbritannien, Repeal of the Union.:14
Stadens kraftiga tillväxt och ökande rikedom upphörde i och med den stora svälten på Irland som började 1845. Omfattande mängder människor dog på grund av regeringens oförmåga att hantera svält, skörbjugg och andra sjukdomar. År 1848 var 90 % av befolkningen beroende av nödhjälp. Hyresvärdar gick i konkurs då det inte längre gick att ta ut någon hyra. Många emigrerade till USA. 18 november 1850 erbjöd Hyacinth d'Arcy sina egendomar till salu och merparten av dem köptes av Charles och Thomas Eyre från Somerset. Hyacinth d'Arcy inledde istället en karriär inom kyrkan och blev kyrkoherde för Omey och Clifden. Charles Eyre sålde sn andel till sin bror, vilken 1864 gav egendomarna till sin brorson (Charles son) John Joseph.:14–15
År 1855 grundade Sisters of Mercy från Galway ett nunnekloster i Clifden, St. Joseph's Convent, som 1858 följdes av ett barnhem och St. Joseph's Industrial School.:45
Med start 1 juli 1895 öppnades järnvägsstationen i Clifden för trafik då Midland Great Western Railway färdigställt sin bana till staden.
Clifden ökade i betydelse från 1905 då Guglielmo Marconi byggde sin första långvågssändare för transatlantisk radiotrafik (telegrafi) 6 km söder om staden. Valet av platsen berodde på att man ville ha så kort avstånd som möjligt till sin motstation i Glace Bay i Nova Scotia. Den första punkt-till-punktförbindelsen som sammankopplade Europa med Nordamerika inleddes med ett meddelande om 10 000 ord 17 oktober 1907. Upp till 200 anställda fanns vid radiostationen, bland dem Jack Phillips, som sedan arbetade som radiotelegrafist på RMS Titanic.
15 juni 1919 havererade Alcock och Brown, som genomförde den första transatlantiska flygningen från USA till Irland, i mossen i Derrygimlagh, inte långt från radiostationen. När kapten Alcock såg den gröna mossen trodde han att det var ett fält där han på ett säkert sätt kunde landa sitt Vickers-biplan. Planets landningsställ sjönk emellertid ner i mossen och förstördes. Alcock och Brown skadades lindrigt och fick gå till fots till Clifden. När de återvände till planet hade lokalbefolkningen redan försett sig med souvenirer från planet. 
Den blodiga söndagen, 21 november 1920, inleddes det skeende i irländska frihetskriget som skulle leda till "bränningen av Clifden". Medlemmar av IRA anföll denna dag brittiska militärer och civilister som man antog arbetade för säkerhetstjänsten. 11 personer dödades och fyra skadades.:201–202 Senare samma dag öppnade brittiska paramilitära förband eld på Croke Park, där 12 dödades och 60 skadades.:201–202 Thomas Whelan, född i Clifden 1899, arresterades och åtalades för att 21 november ha mördat kapten G.T. Bagelly. Han hävdade sin oskuld, men befanns skyldig och avrättades 14 mars 1921.:202–208 I enlighet med sin "två-för-en-doktrin", som innebar att två RIC-poliser skulle dödas för varje dödad republikan, dödade IRA 16 mars 1921 konstaplarna Charles Reynolds och Thomas Sweeney vid Eddie King's Corner i Clifden. RIC begärde förstärkning och tidigt på morgonen på St Patrick's Day, 17 mars 1921, anlände en styrka från Black and Tans med tåg från Galway. De skall sedan ha "bränt, plundrat och mördat".:177 De dödade en civilperson, skadade en annan allvarligt, brände ned 14 hus och förstörde åtskilliga byggnader.:209–213
Då det irländska inbördeskriget började i juni 1922, stod Connemara under republikansk kontroll. Befolkningen tolererade republikanerna, men stödde dem inte. Republikanerna ockuperade flera byggnader. All bensin konfiskerades, barrikader byggdes på gatorna och förhindrade passage, järnvägsbroar sprängdes och telegraflinjer bröts. Tidningar blev förbjudna.:222
Republikanerna brände de byggnader man evakuerade. Arbetshuset i Clifden brändes i juli.:222 Den 25 juli antände republikanerna Marconis radiostation och sköt på den eftersom de ansåg att den var "brittisk egendom",:177 och på grund av att den använts av RIC då man begärde förstärkningar i mars 1921. De transatlantiska radioförbindelserna övertogs av den modernare Marconistationen utanför Waunfawr i Wales. En källa uppskattar att stängningen av stationen kom att kosta upp till 1000 personer deras levebröd.:177
Armén skickade ett detachement om 150 man som natten mellan 14 och 15 augusti anlände till staden. Republikanerna retirerade och endast mindre strider förekom. Armén mottogs varmt av invånarna i Clifden.:223–227 Republikanska förband kontrollerade emellertid bergen och inledde ett gerillakrig mot armén. Man anföll arméposteringar och patruller, huvudsakligen med prickskyttar, och anföll motorfordon. 13 oktober brände republikanerna ner Recess Hotel och det närliggande Glendalough House för att förhindra armén från att använda dessa för inkvartering.:227–230
29 oktober återtog republikanerna Clifden från armén som hade cirka 100 man i staden. Republikanernas styrka uppgick till cirka 350 man och man hade även med sig en bepansrad bil som kallades The Queen of the West, "Västerns Drottning".:44 Denna användes för att ta sig fram till garnisonsbyggnaden och till slut gav arméförbandet upp. Republikanerna ockuperade emellertid inte staden som delvis hade skadats under striderna. Återigen bröts kommunikationerna och republikanerna besatte området runt staden.:230–233
Den 16 december återvände armén till Clifden och återigen drog sig republikanerna tillbaka innan man hunnit fram. Befolkningen välkomnade armén på nytt och man reparerade broar och järnvägslinjen. Kort därefter kom det första tåget på sju månader till Clifden.:234–236

### Översättning
Den här artikeln är helt eller delvis baserad på material från engelskspråkiga Wikipedia.